# چیلشنگتسا پگر
چیلشنگتسا پگر (به لهستانی:  Cieleśnica PGR) یک روستا در لهستان است که در گمینا روکیتنو واقع شده‌است.